# Suzie Mathers
Suzie Mathers (Aberdeen, 29 giugno 1984) è una cantante e attrice australiana, nota soprattutto come interprete di musical.
È nota soprattutto per aver interpretato Glinda nel musical Wicked, un ruolo che ha interpretato per più di seicento repliche. Ha recitato in Wicked per la prima volta nel 2008 a Melbourne, dove recitava nel coro; nel 2011 è diventata sostituta per il ruolo di Glinda nel tour australiano e nel 2012 è diventata titolare per il tour asiatico con tappe a Singapore e nella Corea del Sud. Ha interpretato nuovamente Glinda in Nuova Zelanda (2013), Manila (2014), Sydney (2014), Brisbane (2015) e Londra (2016).
Ha recitato anche in diversi altri musical, tra cui Mamma Mia! (Australia, 2009), An Afternoon With Stephen Sondheim (Melbourne, 2012), "Hello Jerry!" The Music of Jerry Herman (Dublino, 2014) e Cinderella (Cambridge, 2015).